# Gesnes-en-Argonne
Gesnes-en-Argonne é uma comuna francesa na região administrativa de Grande Leste, no departamento de Meuse. Estende-se por uma área de 7,06 km². Em 2010 a comuna tinha 61 habitantes (densidade: 8,6 hab./km²).